# M40 무반동총

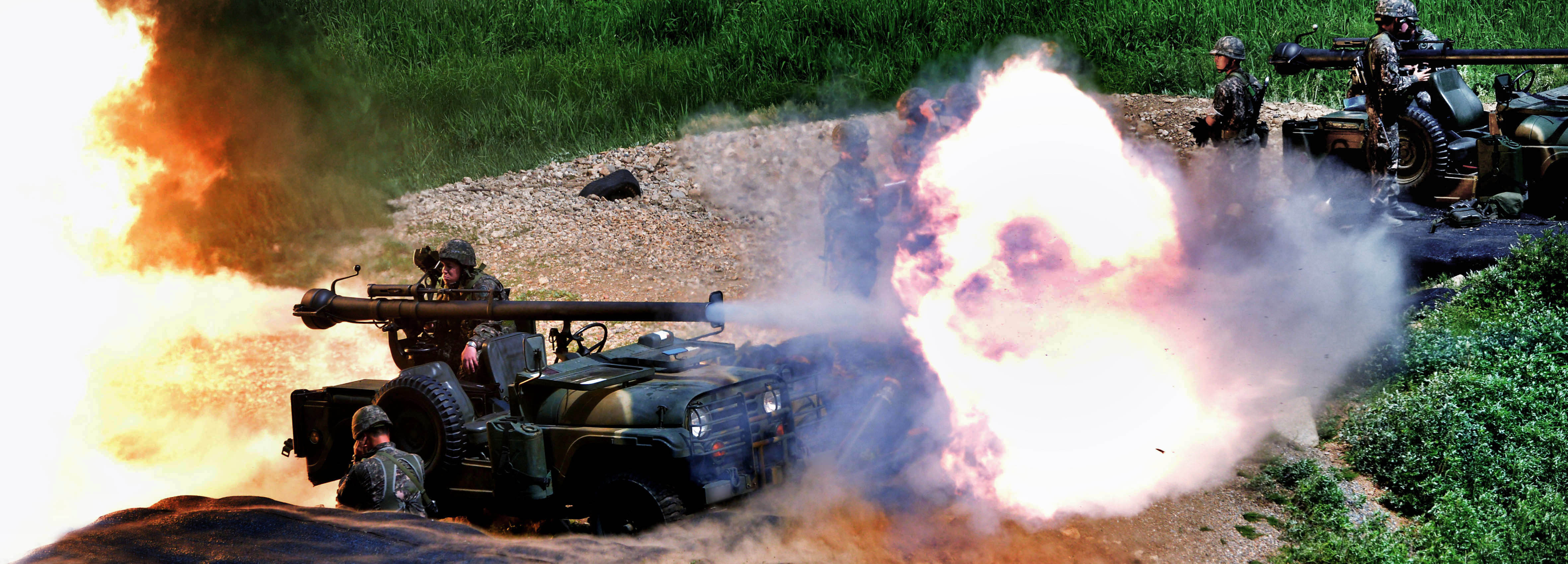
차량에 탑재한 M40 무반동총. 주로 이렇게 사용되었다

M40 무반동총은 미국이 제2차 세계 대전 이후에 105mm 무반동총을 개량 생산한 대전차전용 화기로, 주로 차량에 거치하여 운영한다. M40 무반동총은 제2차 세계대전 이후 미국에서 개발 생산된 장비로서, 실제 구경은 105mm이다. 같은 구경을 가지고 있는, 이전의 실패작 M27 105mm 무반동총과 혼동을 피하기 위해서 106mm라 명명했다.
주요 구성품으로는 총열, 약실이 있는 총열뭉치, 폐쇄기 등이 있는 총열 후미의 총미장치, 총열을 삼각대 형식으로 받치는 다리와 방향전륜기, 그리고 최고 2400m까지 사격할 수 있는 사격통제장치가 있다. 사용 탄약은 탄두와 탄피가 단일체로 된 완전 고정탄약으로 대전차 고폭탄, 플라스틱 고폭예광탄, 대인탄으로 구분되며 신속한 장전이 가능하다.
대한민국 육군에는 1960년대 미국의 군원장비와 LSE장비(장기초과장비)로 인수 후 1980년초 기아 기공에서 개량 생산하여 보급되었다.

## 제원
- 무게 : 206kg
  - 무반동총(m206총열) 114kg

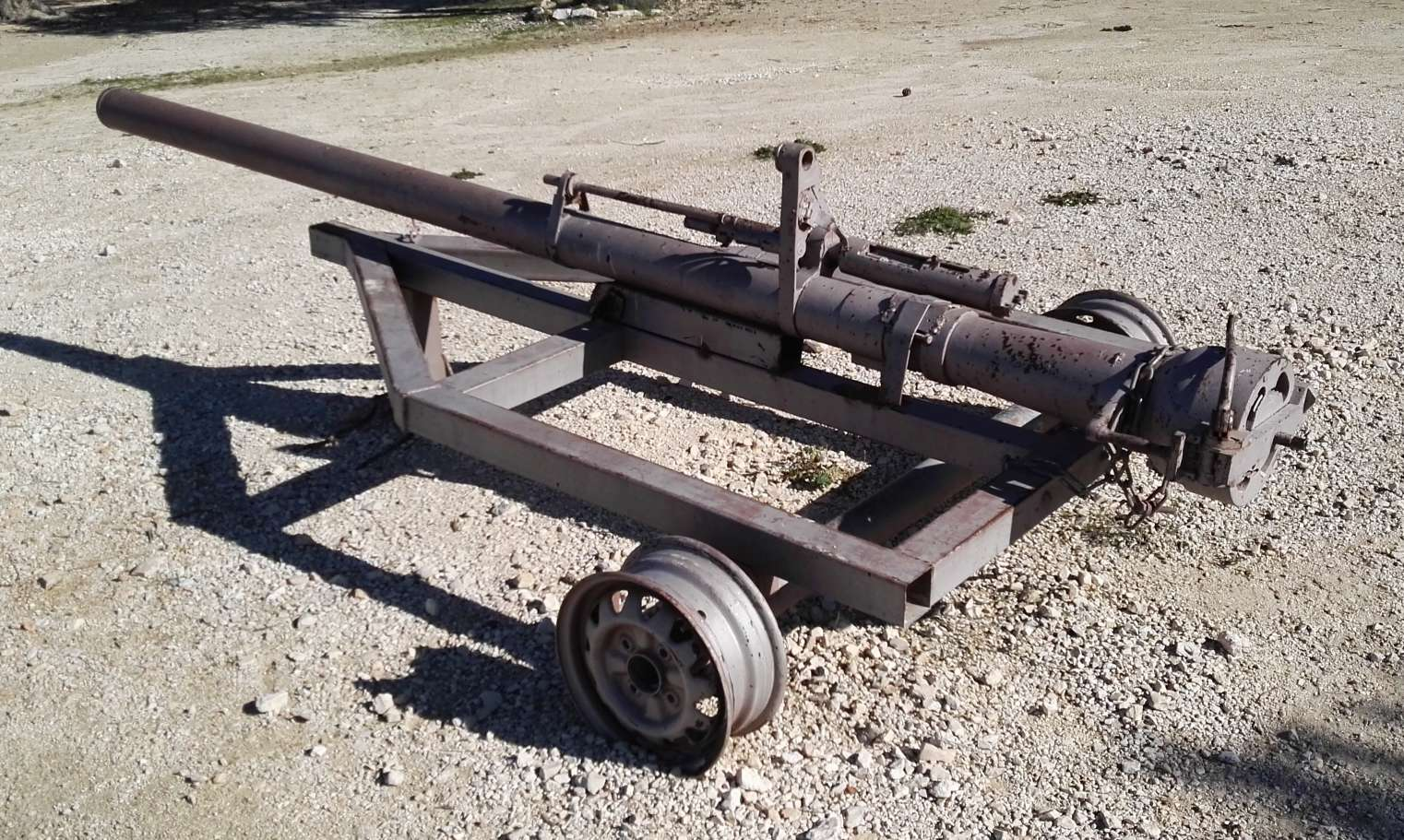

  - 가늠자,가늠자덮개,가늠자 꽂이,등명구 3kg
  - M79 삼각대 89kg
- 길이 : 343cm
- 강선수 : 36조 우선
- 최대 사거리: 7,000m
- 유효 사거리: 1,100m
- 분당 발사속도 : 6초당 1발
- 장갑관통력 : 대전차 고폭탄 사용시 압연강판 42.4cm

## 같이 보기
- 무반동총
- M67 무반동총